# Кизилжарський сільський округ (Аксуська міська адміністрація)
Кизилжа́рський сільський округ (каз. Қызылжар ауылдық округі, рос. Кызылжарский сельский округ) — адміністративна одиниця у складі Аксуської міської адміністрації Павлодарської області Казахстану. Адміністративний центр — село Кизилжар.
Населення — 2645 осіб (2021; 3233 у 2009, 4406 у 1999, 5296 у 1989).
Станом на 1989 рік існували Кизилжарська сільська рада (села Баринтал, Кизилжар, Кизилжар, Курумси) та Калінінська сільська рада (села Декене, Жанашаруа, Жданово, Жидковка) колишнього Єрмаківського району. Села Кизилжар, Курумси були ліквідовані 2000 року. 2013 року до складу округу була включена територія ліквідованого Саришиганацького сільського округу (села Жанашаруа, Саришиганак, Суатколь).

## Склад
До складу округу входять такі населені пункти:
| Населений пункт   | Старі назви | Населення, осіб (1989) | Населення, осіб (1999) | Населення, осіб (2009) | Населення, осіб (2021) |
| ----------------- | ----------- | ---------------------- | ---------------------- | ---------------------- | ---------------------- |
| Бориктал, село    | Баринтал    | 379                    | 342                    | 250                    | 120                    |
| Декене, село      | -           | 170                    | -                      | -                      | -                      |
| Жанашаруа, село   | -           | 329                    | 232                    | 154                    | 66                     |
| Кизилжар, село    | -           | 1111                   | 2237                   | 2030                   | 1808                   |
| --Кизилжар, село  | -           | 1245                   | 20                     | -                      | -                      |
| Курумси, село     | -           | 21                     | 0                      | -                      | -                      |
| Саришиганак, село | Жидковка    | 1674                   | 1286                   | 652                    | 562                    |
| Суатколь, село    | Жданово     | 367                    | 289                    | 147                    | 89                     |